# Jean-François Vauvilliers
Jean-François Vauvilliers (1737-1801) est un helléniste français, connu pour son rôle dans l'approvisionnement de Paris pendant la Révolution française.

## Biographie
Fils du professeur Jean Vauvilliers, il est avant la Révolution professeur de grec au Collège de France et membre de l'Académie des inscriptions depuis 1782. 
Il adopte les idées nouvelles et devient président de la Commune de Paris, spécialement chargé des subsistances, il réussit à prévenir la famine. Il ne s'en voit pas moins poursuivi sous la Convention et le Directoire comme modéré et compris sur la liste des déportés en fructidor. Il se réfugie en Russie et mourut à Saint-Pétersbourg. 
On a de lui, outre quelques écrits politiques :
- L'Examen du gouvernement de Sparte, 1769,
- un Essai sur Pindare, avec la traduction de quelques odes, 1772,
- des extraits d'auteurs grecs à l'usage de l'école militaire (1768),
- une édition de Plutarque, 1783 (avec Brotier),
- une édition de Sophocle, 1784,
- Abrégé de l'histoire universelle en figures, ou recueil d'estampes représentant les sujets les plus frappants de l'histoire, tant sacrée que profane, ancienne et moderne, avec les explications historiques qui s'y rapportent et les portraits en médailles des héros qui ont joué le plus grand rôle dans l'histoire, ornés de leurs attributs caractéristiques, quatre volumes enrichis de gravures de Pierre Duflos le Jeune d'après Charles Monnet et Clément Pierre Marillier, chez Duflos le Jeune, Paris, 1785.

La rue Vauvilliers, dans le 1er arrondissement de Paris, est nommée en son honneur.

## Sources
- Marie-Nicolas Bouillet  et Alexis Chassang (dir.), « Jean-François Vauvilliers » dans Dictionnaire universel d’histoire et de géographie, 1878 (lire sur Wikisource)
- « Jean-François Vauvilliers », dans Adolphe Robert et Gaston Cougny, Dictionnaire des parlementaires français, Edgar Bourloton, 1889-1891 [détail de l’édition]
- Notice biographique sur la vie et les ouvrages de Jean-François Vauvilliers, Pierre-Jean Duret,  1801